# Rostoucha
Rostoucha (en macédonien Ростуша) est un village de l'ouest de la Macédoine du Nord, chef-lieu de la municipalité de Mavrovo i Rostuše. Le village comptait 872 habitants en 2002. Il est majoritairement turc.

## Démographie
Lors du recensement de 2002, le village comptait :
- Turcs : 427
- Macédoniens : 397
- Albanais : 41
- Valaques : 2
- Autres : 5